# Pedro Escobedo
Pedro Escobedo är en ort i Mexiko.   Den ligger i kommunen Pedro Escobedo och delstaten Querétaro Arteaga, i den centrala delen av landet, 160 km nordväst om huvudstaden Mexico City. Pedro Escobedo ligger 1 921 meter över havet och antalet invånare är 8 920.
Terrängen runt Pedro Escobedo är platt åt nordost, men åt sydväst är den kuperad. Runt Pedro Escobedo är det ganska tätbefolkat, med 230 invånare per kvadratkilometer. Närmaste större samhälle är San Juan del Río, 19,7 km sydost om Pedro Escobedo. Trakten runt Pedro Escobedo består till största delen av jordbruksmark.